# Virgin Media
Virgin Media est une entreprise britannique de service de téléphonie fixe, mobile, et télévision câblée qui fait partie de l'indice NASDAQ-100.

## Histoire
Elle est issue de la fusion entre 2006 de NTL Incorporated, de Telewest et de Virgin Mobile UK. Bien que son siège social se situe à New York, l'essentiel des activités se trouvent au Royaume-Uni, ainsi fin 2011, elle compte 4,8 millions de clients abonnés au câble, 3,78 millions de clients desservis par ses services pour la télévision, 4 millions d'abonnés internet, 4,2 millions d'abonnés à la téléphonie fixe et 3 millions à la téléphonie mobile.
Le 5 février 2013, Liberty Global annonce le rachat de Virgin Media pour 23,3 milliards de $, soit 15 milliards de £, en action et en liquide,.
En mai 2020, Telefónica et Liberty Global annoncent la fusion de O2 et de Virgin Media, au Royaume-Uni, dans une transaction valorisant l'ensemble près de 38 milliards de dollars, dettes incluses. Les deux entreprises auront une participation de 50 % dans le futur ensemble,.